# Carmenelectra pernigra
Carmenelectra pernigra (лат.) — вид ископаемых короткоусых двукрылых насекомых  из семейства Mythicomyiidae.

## Описание
Мелкие мухи с длиной около 2 мм. Спинная и брюшные стороны чёрные, с разбросанными тёмными волосами. Сходен с видом Carmenelectra shechisme, но отличается от него полностью чёрной головой (лоб и лицо жёлтые у вида C. shechisme) и полностью чёрным мезонотумом (пара тонких жёлтых срединных отметин у C. shechisme). Обнаружены в эоценовом балтийском янтаре (30—40 млн лет). Вид был впервые выделен в 2013 году диптерологом Нилом Эвенхусом (Center for Research in Entomology, Bishop Museum, Гонолулу, Гавайи, США) по голотипу в куске янтаря золотисто-жёлтого цвета размером 12×9 мм. Название дано по признаку чёрной окраски о латинского слова per (очень) + nigra (чёрный).